# باي سيتي (تكساس)
باي سيتي (بالإنجليزية: Bay City)‏ هي مدينة أمريكية تقع في ولاية تكساس.تبلغ مساحة هذه المدينة 22 (كم²)،ويبلغ عدد سكانها 18667 نسمة حسب إحصاء سنة 2010 م. تشير إحصاءات سنة 2000م بان الكثافة السكانية في هذه المدينة تقدر بـ(847.9) نسمة/كم2.

## التركيبة السكانية
حدّد مكتب تعداد الولايات المتحدة بيانات التركيبة السكانية لباي سيتي في تعداد الولايات المتحدة. في ما يلي، التركيبة السكانية حسب تعدادي 2000 و2010.

### تعداد عام 2000
بلغ عدد سكان باي سيتي 18,667 نسمة بحسب تعداد عام 2000، وبلغ عدد الأسر 6,912 أسرة وعدد العائلات 4,768 عائلة مقيمة في المدينة. في حين سجلت الكثافة السكانية 775.5 نسمة لكل كيلومتر مربع (2,008.5/ميل2). وبلغ عدد الوحدات السكنية 8,113 وحدة بمتوسط كثافة قدره 337.1 لكل كيلومتر مربع (873.1/ميل2).
وتوزع التركيب العرقي للمدينة بنسبة 61.62% من البيض و17.26% من الأمريكيين الأفارقة و0.74% من الأمريكيين الأصليين و0.88% من الأمريكيين ذوي الأصول الآسيوية و0.07% من سكان جزر المحيط الهادئ و16.84% من الأعراق الأخرى و2.59% من عرقين مختلطين أو أكثر و34.74% من الهسبانيون أو اللاتينيون من أي عرق.
بلغ عدد الأسر 6,912 أسرة كانت نسبة 42.2% منها لديها أطفال تحت سن الثامنة عشر تعيش معهم، وبلغت نسبة الأزواج القاطنين مع بعضهم البعض 48% من أصل المجموع الكلي للأسر، ونسبة 16.1% من الأسر كان لديها معيلات من الإناث دون وجود شريك، بينما كانت نسبة 4.9% من الأسر لديها معيلون من الذكور دون وجود شريكة وكانت نسبة 31% من غير العائلات. تألفت نسبة 27.1% من أصل جميع الأسر من عدة أفراد يعيشون في نفس المنزل ونسبة 10.5% كانت تتألف من شخص يعيش بمفرده يبلغ من العمر 65 عاماً أو أكثر. وبلغ متوسط حجم الأسرة المعيشية 2.66، أما متوسط حجم العائلات فبلغ 3.25.
بلغ العمر الوسطي للسكان 32.3 عاماً. وكانت نسبة 30.9% من القاطنين تحت سن الثامنة عشر، وكانت نسبة 9.7% بين الثامنة عشر والرابعة والعشرين عاماً، ونسبة 27.7% كانت واقعةً في الفئة العمرية ما بين الخامسة والعشرين والرابعة والأربعين عاماً، ونسبة 19.9% كانت ما بين الخامسة والأربعين والرابعة والستين، ونسبة 10.3% كانت ضمن فئة الخامسة والستين عاماً فما فوق. يوجد لكل 100 أنثى 94.6 ذكر، ويوجد لكل 100 أنثى في الثامنة عشر من عمرها فما فوق 90.5 ذكر.
بلغ متوسط دخل الأسرة في المدينة 30,446 دولارًا، أما متوسط دخل العائلة فبلغ 39,281 دولارًا. وكان متوسط دخل الذكور 38,202 دولارًا مقابل 23,058 دولارًا للإناث. وسجل دخل الفرد الخاص بالمدينة 15,284 دولارًا. وكانت نسبة 18.3% من العائلات ونسبة 21.4% من السكان تحت خط الفقر، وكان من هؤلاء نسبة 28.3% تحت سن الثامنة عشر ونسبة 14.3% في الخامسة والستين من العمر وما فوق.

## معرض صور

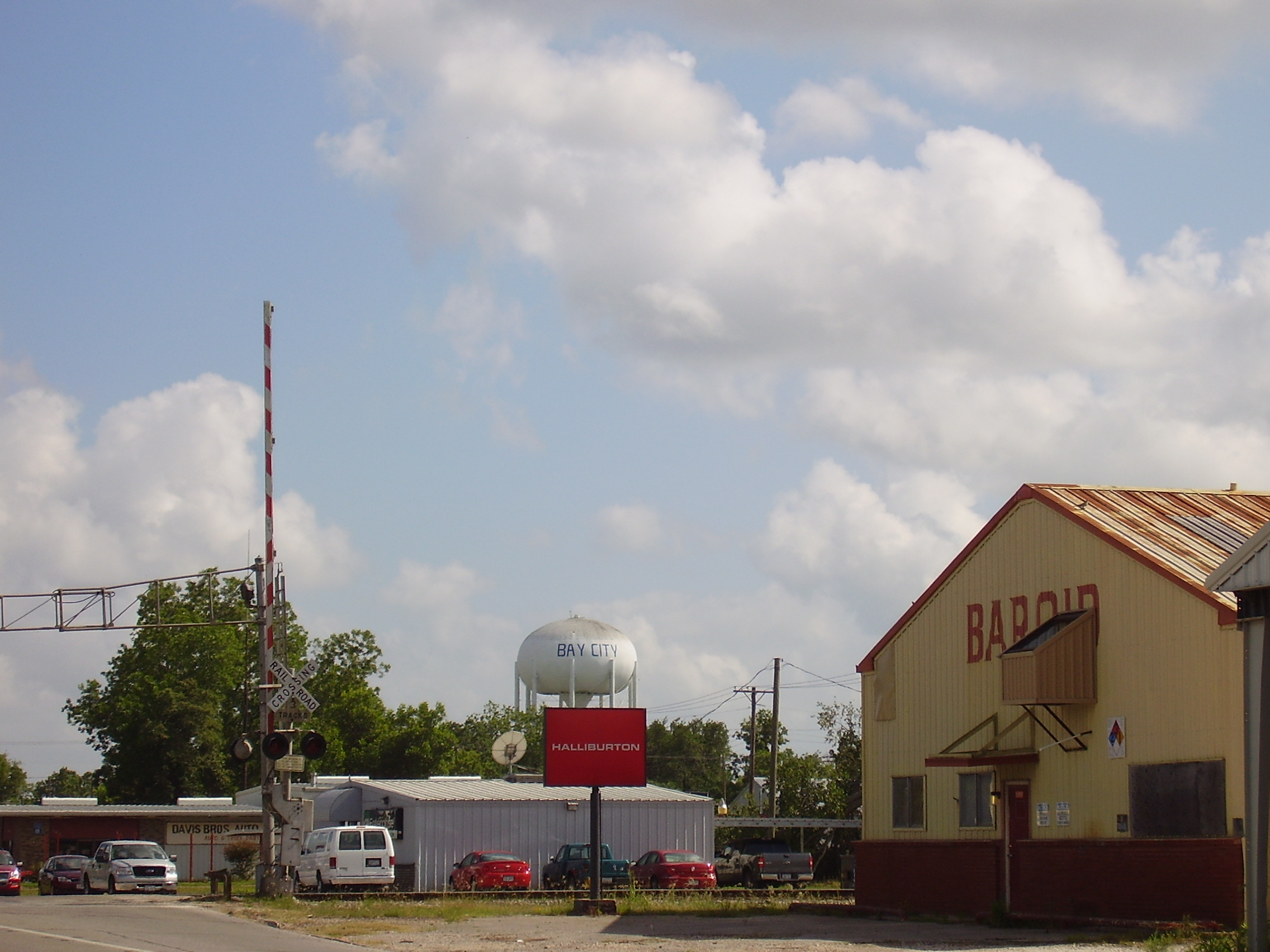
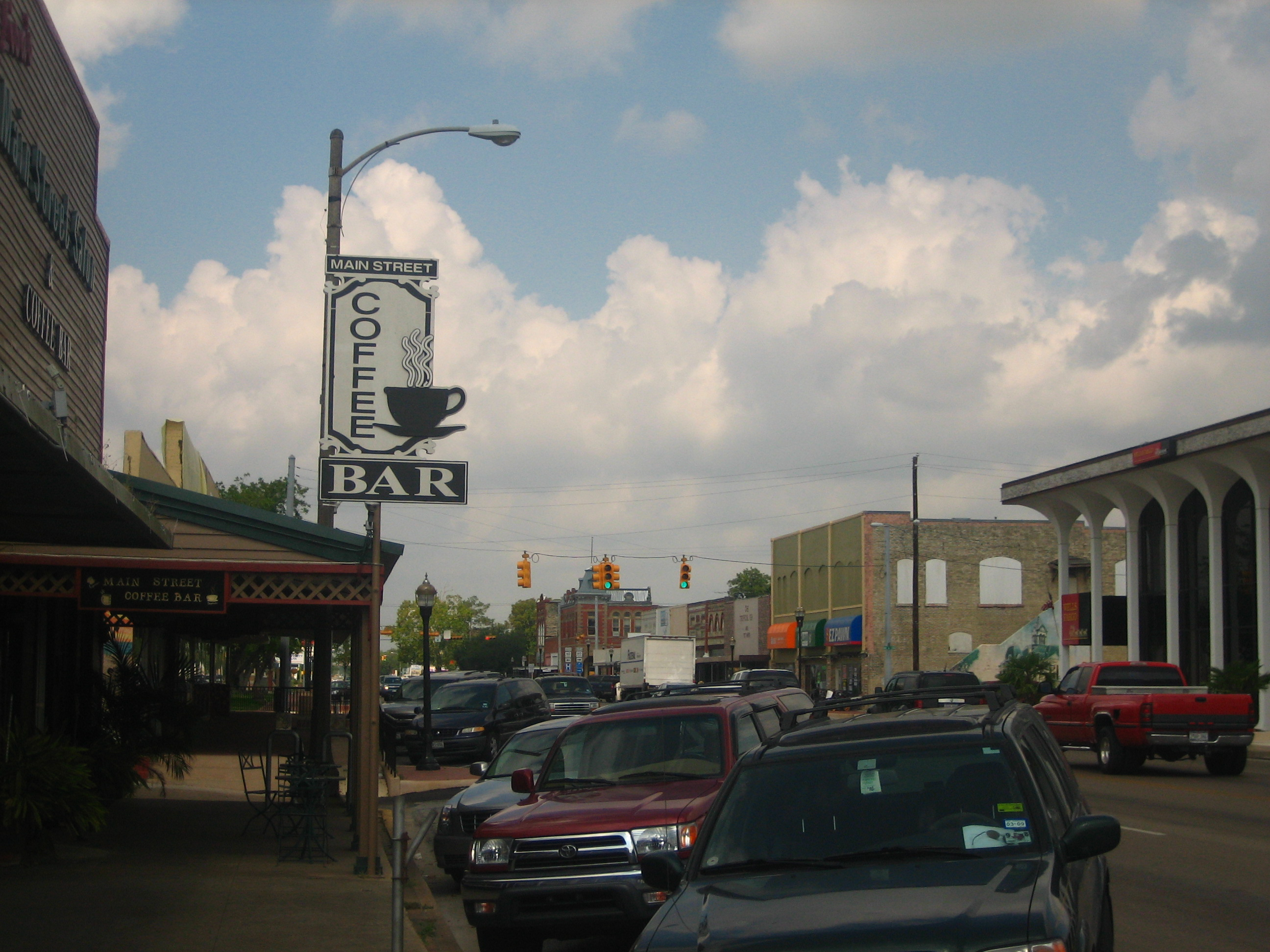
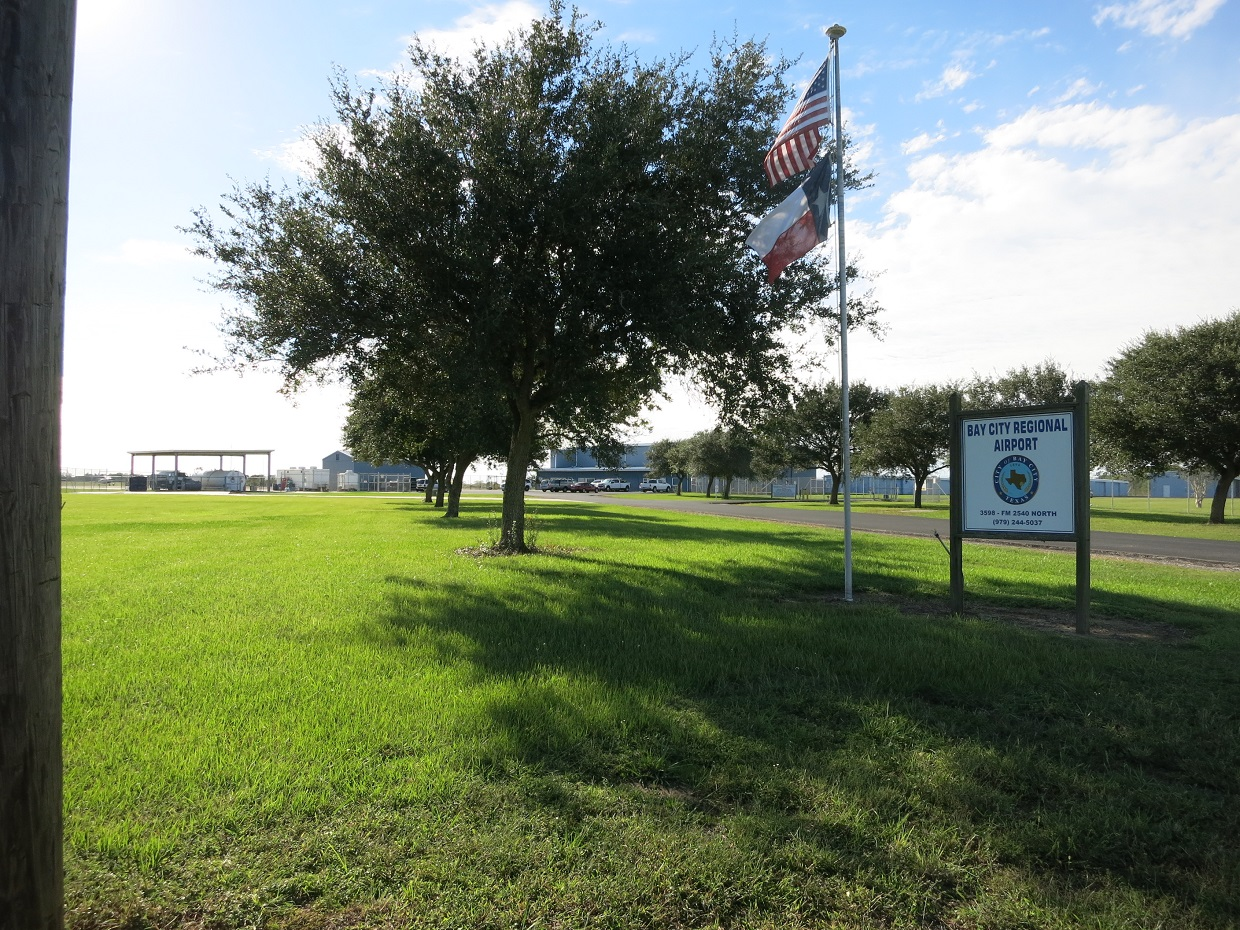
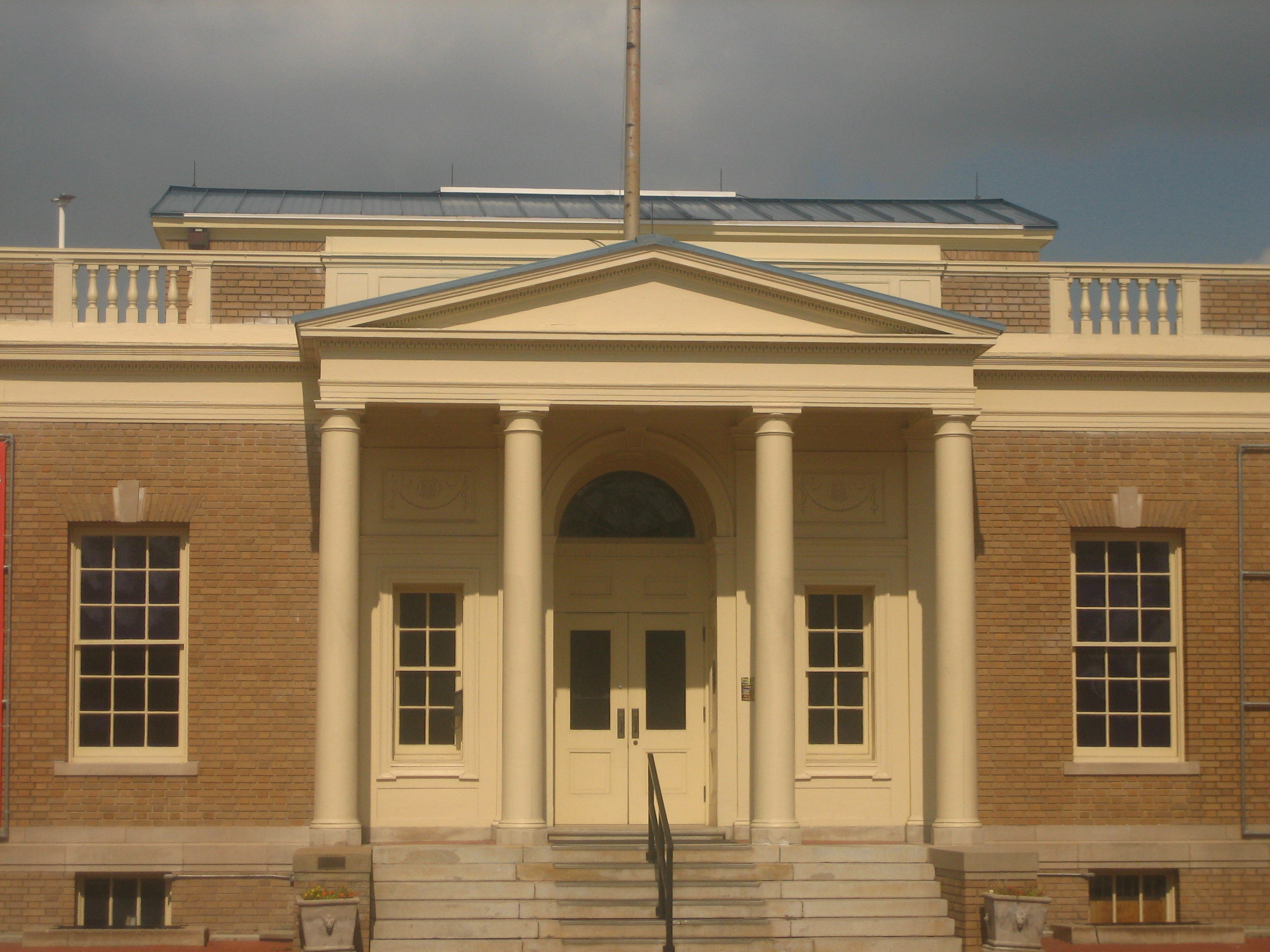

### تعداد عام 2010
بلغ عدد سكان باي سيتي 17,614 نسمة بحسب تعداد عام 2010، وبلغ عدد الأسر 6,648 أسرة وعدد العائلات 4,538 عائلة مقيمة في المدينة. في حين سجلت الكثافة السكانية 731.8 نسمة لكل كيلومتر مربع (1,895.4/ميل2). وبلغ عدد الوحدات السكنية 7,856 وحدة بمتوسط كثافة قدره 326.4 لكل كيلومتر مربع (845.4/ميل2).
وتوزع التركيب العرقي للمدينة بنسبة 64.69% من البيض و16% من الأمريكيين الأفارقة و0.69% من الأمريكيين الأصليين و0.82% من الأمريكيين ذوي الأصول الآسيوية و0.03% من سكان جزر المحيط الهادئ و15.31% من الأعراق الأخرى و2.46% من عرقين مختلطين أو أكثر و43.37% من الهسبانيون أو اللاتينيون من أي عرق.
بلغ عدد الأسر 6,648 أسرة كانت نسبة 37.7% منها لديها أطفال تحت سن الثامنة عشر تعيش معهم، وبلغت نسبة الأزواج القاطنين مع بعضهم البعض 45.1% من أصل المجموع الكلي للأسر، ونسبة 17.4% من الأسر كان لديها معيلات من الإناث دون وجود شريك، بينما كانت نسبة 5.8% من الأسر لديها معيلون من الذكور دون وجود شريكة وكانت نسبة 31.7% من غير العائلات. تألفت نسبة 27.2% من أصل جميع الأسر من عدة أفراد يعيشون في نفس المنزل ونسبة 10.3% كانت تتألف من شخص يعيش بمفرده يبلغ من العمر 65 عاماً أو أكثر. وبلغ متوسط حجم الأسرة المعيشية 2.61، أما متوسط حجم العائلات فبلغ 3.19.
بلغ العمر الوسطي للسكان 34.5 عاماً. وكانت نسبة 27.9% من القاطنين تحت سن الثامنة عشر، وكانت نسبة 9.6% بين الثامنة عشر والرابعة والعشرين عاماً، ونسبة 24.4% كانت واقعةً في الفئة العمرية ما بين الخامسة والعشرين والرابعة والأربعين عاماً، ونسبة 25.9% كانت ما بين الخامسة والأربعين والرابعة والستين، ونسبة 12.2% كانت ضمن فئة الخامسة والستين عاماً فما فوق. وتوزع التركيب الجنسي للسكان بنسبة 49% ذكور و51% إناث.

## أعلام
- لابرادفورد سميث
- مال ويتفيلد
- تشارلز أوستين
- جو ديلوش
- بريان كالدويل
- ريكاردو راميريز